# Berliner Graben
Der Berliner Graben ist ein Meliorationsgraben und orographisch rechter Zufluss der Nuthe im Landkreis Potsdam-Mittelmark in Brandenburg.

## Verlauf
Der Graben beginnt auf einer landwirtschaftlich genutzten Fläche, die sich westlich von Schenkenhorst, einem Ortsteil der Gemeinde Stahnsdorf und dort südlich einer Motorcross-Anlage befindet. Ein Teil des Wassers wird bereits nach 470 m in den westlich abzweigenden Nudower Graben abgeleitet. Wenige Meter weiter südsüdöstlich fließt im Bedarfsfall Wasser sowohl von Westen wie auch von Osten über weitere, unbenannte Gräben zu. Der Graben fließt weiter in vorzugsweise südsüdöstlicher Richtung und nimmt dabei Wasser auf, das sich auf landwirtschaftlich genutzten Flächen südlich von Schenkenhorst sammelt. Von Nordosten fließt anschließend der Sputendorfer Graben zu.
Kurz vor der Landstraße 79 vereinen sich beide Gräben; der Berliner Graben fließt nun in südwestlicher Richtung weiter. Er unterquert eine Bahnstrecke des Berliner Außenrings und fließt bogenförmig in südlicher und südöstlicher Richtung um den Jahnsberg (auf der Gemarkung von Nuthetal). Von Westen fließt der Elsbruchgraben zu. Anschließend fließt er am südöstlich gelegenen Waldgebiet Siethener Elsbruch (auf Ludwigsfelder Stadtgebiet) in südwestlicher Richtung weiter. Anschließend unterquert er eine Straße, die den Nuthetaler Ortsteil Fahlhorst mit dem nordwestlich gelegenen Vorwerk verbindet und entwässert schließlich nordwestlich von Fahlhorst in die Nuthe.